# Jądro planety
Jądro planety – wewnętrzna część planety o dużej gęstości.
Znane nam planety zawierają jądro metaliczne składające się głównie z żelaza, ponieważ pierwiastek ten jest najpowszechniejszy w kosmosie spośród wszystkich pierwiastków ciężkich (zob. częstość występowania pierwiastków we Wszechświecie). Jądra mogą być w stanie stałym lub ciekłym. Przykładowo, jądro Ziemi jest częściowo płynne, natomiast jądro Marsa ze względu na brak wewnętrznego źródła pola magnetycznego uważa się za całkowicie stałe. W naszym Układzie Słonecznym jądra planet mają różną wielkość, od bardzo małych po 75% objętości planety (Merkury).

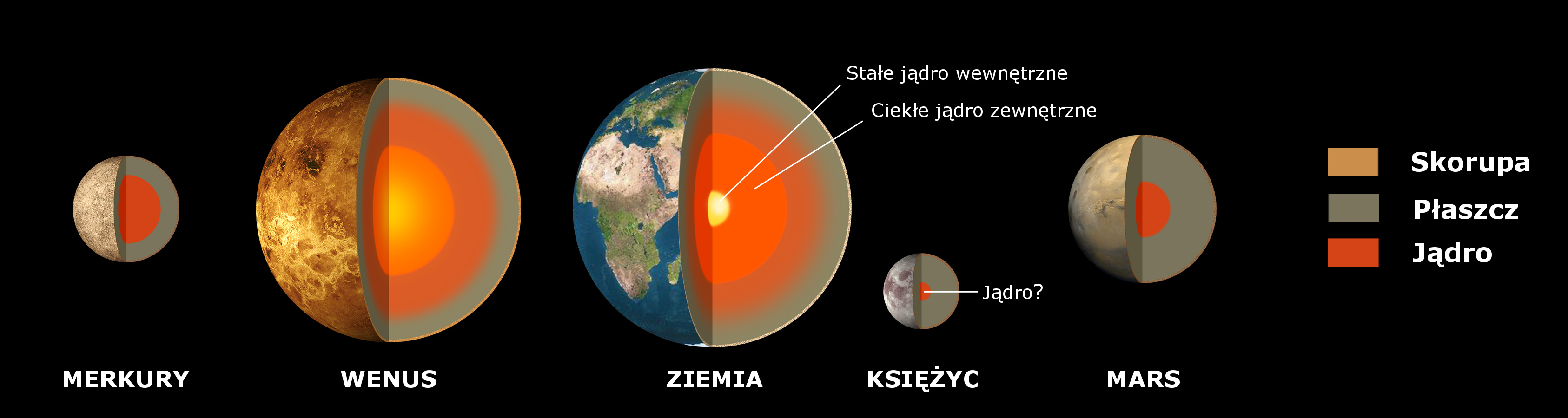
Budowa wewnętrzna Merkurego, Wenus, Ziemi, Księżyca i Marsa